# Cacouna (réserve indienne)
Pour les articles homonymes, voir Cacouna (homonymie).
Cacouna 22 est une réserve autochtone située dans la région administrative du Bas-Saint-Laurent au Québec (Canada),. Le recensement de 2006 n'y dénombre aucun habitant permanent. D'une superficie limitée à 0,90 hectare, Cacouna demeure néanmoins un lieu de rencontre annuel pour une communauté estimée à 570 personnes. Elle est à l'usage des membres de la Première nation Wolastoqiyik Wahsipekuk, une Première Nation malécite.

## Les Malécites de Viger
Les Malécites vivant dans la région de Rivière-du-Loup ont toujours été des nomades vivant essentiellement de la chasse, de la pêche et du commerce avec les autres nations. Le gouvernement et le clergé souhaitant sédentariser cette population, une « réserve indienne » est créée pour eux en 1827 sur le territoire de l’actuelle municipalité de Saint-Épiphane. Fait singulier, cette communauté est orientée sur les points cardinaux, désaxée de près de 45 degrés par rapport à l’orientation générale des terres concédées jusqu’alors.
Voyant que les autochtones peinent à s’établir sur place et à mettre en valeur le potentiel agricole de la réserve, les habitants des paroisses voisines, à l’étroit sur des terres parfois peu productives, font pression sur le gouvernement pour que la réserve soit abolie. En 1869, les terres de la réserve sont retirées aux Malécites et remises à l’Église pour qu’elle les redistribue aux colons de la région, après un redécoupage cadastral. Se retrouvant sans réserve, les Malécites qui y vivaient toujours retournent à Cacouna où la présence de leurs ancêtres remonte à plusieurs générations. En 1891, le gouvernement finit par leur acheter un petit bout de terre (0,18 hectare) sur la pointe de Cacouna, en bordure du fleuve Saint-Laurent. Ce lieu n’a jamais été habité que par quelques familles. Aujourd’hui, on compte toujours une réserve malécite à cet endroit, mais le peuple est dispersé et n’y vit plus en permanence. Le gouvernement du Québec a reconnu les Malécites comme onzième nation autochtone en 1989. Cacouna est le lieu d'un pow-wow au mois d'août de chaque année.

## Patrimoine bâti
Construite avec l'établissement de la réserve vers 1891, la maison Denis-Launière a pour caractéristique d'être l'une des plus vieilles maisons de réserve existantes de l'Est du Canada.  Elle a été restaurée en 2001 et sert maintenant de boutique d'artisanat. Elle a été citée immeuble patrimonial par la Première nation Malécite de Viger le 26 juillet 2013.

## Démographie
Considérant la très faible étendue de la réserve de Cacouna, aucun habitant ne réside de manière permanente sur le territoire. 
| 1996 | 2001 | 2006 | 2011 | 2016 | 2021 |
| ---- | ---- | ---- | ---- | ---- | ---- |
| 0    | 0    | 0    | 0    | 0    | 0    |

## Géographie
En tant que réserve indienne, le territoire de Cacouna 22 constitue une partie des terres de la Couronne mise à l'usage et au profit de la Première Nation Wolastoqiyik Wahsipekuk. Enclavée dans la municipalité de Cacouna et limitrophe du fleuve Saint-Laurent à l'ouest, elle est d'une superficie très réduite de 0,009 km2 (0,9 ha),.